# Centrale hydraulique de la Jonction de Valserine
La centrale hydraulique de la Jonction de Valserine, appelée aussi usine hydraulique de Coupy, est la principale réalisation d'équipement de basse chute française des années 1870, à Bellegarde-sur-Valserine, sur le site des Pertes du Rhône. Bâtie sur le Rhône à son confluent avec la Valserine, au fond d’une gorge étroite. Entrée en service en 1873, elle est passée à l’électricité à partir de 1893.

## Histoire
L'Usine de la Jonction, au confluent Rhône et de la Valserine est l'œuvre de deux Allemands naturalisés américains, installés en Suisse au retour d'un séjour d’une trentaine d’années en Amérique du Nord : Gerhard Lomer et Francis Ellershausen. Ces deux ingénieurs avaient acquis une expérience auprès des Usines de Lowel, à Lowell (Massachusetts), le long des chutes du Merrimack (Massachusetts). En France, ils visitent en 1869 le confluent du Rhône avec le torrent Valserine. En voyant le puissant fleuve qui disparait temporairement sous le rocher, ils réalisent toute l’énergie potentielle à capter, avec seulement une partie des 400 mètres cubes par seconde d’eau qui chutent de 12 mètres en moins d’un kilomètre. Ils s’inspirent des travaux sur la transmission par câbles de deux Alsaciens, les frères Hirn, visitent en 1869 à Schaffhouse la centrale hydraulique sur le Rhin rénovée par l’entreprise de Johann Jakob Rieter (1863-1866), puis fondent la Compagnie générale de Bellegarde, installée à Genève. La guerre de 1870, retarde les travaux. Les deux promoteurs obtiennent à Londres un capital de 300.000 livres (7,5 millions de francs) et profitent de l'aide d'un notaire influent de Vevey, Joseph Marion, et de Jean-Daniel Colladon, professeur à l'université de Genève, expert consulté par de multiples entreprises. Le 31 mai 1871, le gouvernement leur concède une prise d’eau et, après avoir creusé un premier tunnel long de 550 mètres environ afin de dériver 30 mètres cubes d'eau par seconde (dans un premier temps), l’installation est mise en service en 1873. La première ligne de câble fait tourner, 1,3 kilomètre plus loin, le moulin à phosphates d’Arlod, une scierie et une papeterie. Les eaux du Rhône, captées rive droite, déviées dans un tunnel, font tourner des turbines solidaires de grandes roues, dans le cadre d'un système conçu par Ziegler, ingénieur suisse de Rieter. La distribution de l’énergie est réalisée au moyen d’un transport télémécanique. Au même moment, la Compagnie générale de Bellegarde investit dans une fabrique d'acide sulfurique à l'aide de pyrites exploités dans la région, dirigée par Émile Burelle (1848-1926).
La Compagnie générale de Bellegarde essuie un échec en raison des limites techniques de l’hydromécanique. Seulement 3 des 5 turbines sont installées, par manque de clients intéressés par cette force motrice. La zone industrielle n'accueille que 6 usines, malgré un prix attrayant de l’énergie : seulement de 50  à   100 francs par cheval-vapeur et par an. La Rhône Hydraulic Society perd de l’argent, et plusieurs compagnies lui succèdent sans plus de succès. D’autres solutions émergent. À l'initiative de Louis Dumont, une nouvelle installation entre en fonctionnement en février 1884, livrant de l'énergie électrique en continu avec des turbines et non plus par télémécanique.